# Sede (districte de Santa Maria)
Sede és un dels deu districtes en què es divideix la ciutat de Santa Maria, a l'estat brasiler de Rio Grande do Sul. Limita amb els districtes Arroio Grande, Boca do Monte, Pains, Palma, Santo Antão, São Valentim, i, el municipi de Itaara.'

## Barris
El districte es divideix en les següents barris:
1. Agroindustrial
2. Boi Morto
3. Bonfim
4. Camobi
5. Campestre do Menino Deus
6. Carolina
7. Caturrita
8. Centro
9. Cerrito
10. Chácara das Flores
11. Diácono João Luiz Pozzobon
12. Divina Providência
13. Dom Antônio Reis
14. Duque de Caxias
15. Itararé
16. Juscelino Kubitschek
17. km 3
18. Lorenzi
19. Menino Jesus
20. Noal
21. Nonoai
22. Nossa Senhora das Dores
23. Nossa Senhora de Fátima
24. Nossa Senhora de Lourdes
25. Nossa Senhora do Perpétuo Socorro
26. Nossa Senhora do Rosário
27. Nossa Senhora Medianeira
28. Nova Santa Marta
29. Passo d'Areia
30. Patronato
31. Pé de Plátano
32. Pinheiro Machado
33. Presidente João Goulart
34. Renascença
35. Salgado Filho
36. São João
37. São José
38. Tancredo Neves
39. Tomazetti
40. Uglione
41. Urlândia